# Karl Sandmeier
Karl Sandmeier (* 5. Februar 1917 in Aschach an der Donau; † 2. Jänner 2000 in Wels) war ein österreichischer Politiker (ÖVP) und Finanzbeamter. Er war von 1966 bis 1983 Abgeordneter zum Nationalrat.

## Leben
Sandmeier besuchte nach der Volksschule in Aschach an der Donau das Humanistische Gymnasium in Hall in Tirol und legte 1936 die Matura ab. Er war ab 1945 beruflich als Finanzbeamter tätig und zuletzt als Amtsdirektor im Finanzamt Gmunden beschäftigt. Sandmeier war verheiratet und Vater zweier Kinder.
Seine politische Karriere begann Sandmeier 1961, als er zum Stadtrat in Gmunden gewählt wurde. Sandmeier übte dieses Amt bis 1973 aus und übernahm danach zwischen 1973 und 1984 das Amt des Bürgermeisters von Gmunden. Am 30. März 1966 wurde Sandmeier als Abgeordneter zum Nationalrat angelobt, wobei er in der Folge bis zu seinem Ausscheiden die Funktion des Obmann-Stellvertreters des Finanz- und Budgetausschusses übernahm. Per 18. Mai 1983 schied er aus dem Nationalrat aus. Während seiner Zugehörigkeit zum Nationalrat war Sandmeier zwischen 1966 und 1983 ÖVP-Bezirksobmann von Gmunden, Bezirksobmann der Fraktion Christlicher Gewerkschafter und Bezirksobmann des ÖAAB.

## Auszeichnungen
- Großes Silbernes Ehrenzeichen für Verdienste um die Republik Österreich

## Werke
- Interessantes aus dem politischen Leben von Altbürgermeister Karl Sandmeier. Gmunden 1997